# Tomas Pettersson
Tomas Rune Pettersson (Alingsås, 15 maggio 1947) è un ex ciclista su strada svedese, professionista dal 1970 al 1973.
Passista, adatto alle prove contro il tempo, fu tre volte vincitore della cronometro a squadre ai campionati del mondo su strada dilettanti. Anche i fratelli, Erik, Sture, Gösta, sono stati ciclisti professionisti, con loro ha anche condiviso molte spedizioni della nazionale svedese di ciclismo ai Campionati del mondo e ai Giochi olimpici.

## Palmarès
- 1965 (Juniores)

Campionati scandinavi, Prova in linea
Campionati svedesi, Prova in linea
Campionati svedesi, Cronometro
- 1968 (dilettanti)

Campionati svedesi, Prova in linea
14ª tappa Milk Race
- 1969 (dilettanti)

Campionati svedesi, Prova in linea
7ª tappa Tour de l'Avenir
- 1970 (Ferretti, una vittoria)

Trofeo Baracchi (Cronocoppie con Gösta Pettersson)
- 1971 (Ferretti, una vittoria)

5ª tappa Tour de Romandie (Lugano > Lugano)
- 1972 (Ferretti, una vittoria)

1ª tappa Tirreno-Adriatico (Ladispoli > Alatri)

### Altri successi
- 1964 (Juniores)

Campionati svedesi, Cronosquadre (con Hans Knutsson e Lennart Johansson)
- 1966 (dilettanti)

Campionati scandinavi, Cronosquadre (con Gösta Pettersson, Erik Pettersson e Sture Pettersson)
Campionati svedesi, Cronosquadre 100km (a Gösta Pettersson e Erik Pettersson)
- 1967 (dilettanti)

Campionati del mondo, Cronometro a squadre (con Erik Pettersson, Gösta Pettersson e Sture Pettersson)
Campionati scandinavi, Cronosquadre 100km (con Gösta Pettersson, Erik Pettersson e Sture Pettersson)
Campionati svedesi, Cronosquadre 50km (a Gösta Pettersson, Erik Pettersson e Sture Petterson)
- 1968 (dilettanti)

Campionati del mondo, Cronometro a squadre (con Erik Pettersson, Gösta Pettersson e Sture Pettersson)
Campionati scandinavi, Cronosquadre (con Gösta Pettersson, Erik Pettersson e Sture Pettersson)
Campionati svedesi, Cronosquadre 100km (a Gösta Pettersson, Erik Pettersson e Sture Pettersson)
Campionati svedesi, Cronosquadre 50km (a Gösta Pettersson, Erik Pettersson e Sture Pettersson)
- 1969 (dilettanti)

Campionati del mondo, Cronometro a squadre (con Erik Pettersson, Gösta Pettersson e Sture Pettersson)
Campionati scandinavi, Cronosquadre (con Gösta Pettersson, Erik Pettersson e Sture Pettersson)
Campionati svedesi, Cronosquadre 100km (a Gösta Pettersson, Erik Pettersson e Sture Pettersson)
Campionati svedesi, Cronosquadre 50km (a Gösta Pettersson, Erik Pettersson e Sture Pettersson)

## Piazzamenti

### Grandi Giri
- Tour de France

1970: 36º
1971: ritirato
- Giro d'Italia

1972: 41º

### Classiche monumento
- Milano-Sanremo

1972: 10º
1973: 122º
1974: 95º

### Competizioni mondiali
- Campionati del mondo

Nürburgring 1966 - In linea Dilettanti: 6º
Heerlen 1967 - Cronosquadre Dilettanti: vincitore
Montevideo 1968 - Cronosquadre Dilettanti: vincitore
Zolder 1969 - Cronosquadre Dilettanti: vincitore
Leicester 1970 - In linea: 42º
Mendrisio 1971 - In linea: 12º
Gap 1972 - In linea: ?
Barcellona 1973 - In linea: ?
Montreal 1974 - In linea: ?
- Giochi olimpici

Città del Messico 1968 - In linea: 7º
Città del Messico 1968 - Cronosquadre: 2º